# Eurocopa de Fórmula Renault
A Eurocopa de Fórmula Renault foi um campeonato de corridas de automóveis de Fórmula Renault. A Eurocopa era disputada apenas em circuitos europeus.
Serviu como uma categoria de apoio à Fórmula Renault 3.5 Series como parte das World Series by Renault de 2005 a 2015. A Renault Sport ofereceu um prêmio de 500 mil euros ao vencedor da Eurocopa até 2015.

## História
O campeonato foi fundado em 1991, com o nome "Rencontres Internationales de Formule Renault", antes de mudar de nome para "Eurocopa de Fórmula Renault" em 1993. Em 2000, voltou a mudar de nome, para Eurocopa de Fórmula Renault 2000, Eurocopa de Formula Renault 2.0 desde 2005 até 2018, excluindo a temporada de 2003, que se chamou Fórmula Renault 2000 Masters, e Formula 3 Regional em 2019 e 2020. Após a temporada de 2020, a Eurocopa de Fórmula Renault se fundiu com o Campeonato de Fórmula Regional Europeia.

## Campeões
| Ano  | Piloto               | Nome do campeonato                            |
| ---- | -------------------- | --------------------------------------------- |
| 2020 | Victor Martins       | Eurocopa de Fórmula Renault                   |
| 2019 | Oscar Piastri        | Eurocopa de Fórmula Renault                   |
| 2018 | Max Fewtrell         | Eurocopa de Fórmula Renault                   |
| 2017 | Sacha Fenestraz      | Eurocopa de Fórmula Renault                   |
| 2016 | Lando Norris         | Eurocopa de Fórmula Renault 2.0               |
| 2015 | Jack Aitken          | Eurocopa de Fórmula Renault 2.0               |
| 2014 | Nyck de Vries        | Eurocopa de Fórmula Renault 2.0               |
| 2013 | Pierre Gasly         | Eurocopa de Fórmula Renault 2.0               |
| 2012 | Stoffel Vandoorne    | Eurocopa de Fórmula Renault 2.0               |
| 2011 | Robin Frijns         | Eurocopa de Fórmula Renault 2.0               |
| 2010 | Kevin Korjus         | Eurocopa de Fórmula Renault 2.0               |
| 2009 | Albert Costa         | Eurocopa de Fórmula Renault 2.0               |
| 2008 | Valtteri Bottas      | Eurocopa de Fórmula Renault 2.0               |
| 2007 | Brendon Hartley      | Eurocopa de Fórmula Renault 2.0               |
| 2006 | Filipe Albuquerque   | Eurocopa de Fórmula Renault 2.0               |
| 2005 | Kamui Kobayashi      | Eurocopa de Fórmula Renault 2.0               |
| 2004 | Scott Speed          | Eurocopa de Fórmula Renault 2000              |
| 2003 | Esteban Guerrieri    | Fórmula Renault 2000 Masters                  |
| 2002 | Eric Salignon        | Eurocopa de Fórmula Renault 2000              |
| 2001 | Augusto Farfus       | Eurocopa de Fórmula Renault 2000              |
| 2000 | Felipe Massa         | Eurocopa de Fórmula Renault 2000              |
| 1999 | Gianmaria Bruni      | Eurocopa de Fórmula Renault                   |
| 1998 | Bruno Besson         | Eurocopa de Fórmula Renault                   |
| 1997 | Jeffrey van Hooydonk | Eurocopa de Fórmula Renault                   |
| 1996 | Enrique Bernoldi     | Eurocopa de Fórmula Renault                   |
| 1995 | Cyrille Sauvage      | Eurocopa de Fórmula Renault                   |
| 1994 | James Matthews       | Eurocopa de Fórmula Renault                   |
| 1993 | Olivier Couvreur     | Eurocopa de Fórmula Renault                   |
| 1992 | Pedro de la Rosa     | Rencontres internationales de Formule Renault |
| 1991 | Jason Plato          | Rencontres internationales de Formule Renault |